# Telegrafenkongress
Als Telegrafenkongress (frühere Schreibweise: Telegraphenkongress) bezeichnete man Versammlungen der internationalen Träger der Telegrafie im Interesse der Fortentwicklung der internationalen Telegrafeneinrichtungen.

## Geschichte der Kongresse

### Erster internationaler Telegrafenkongress
Dem durch den am 25. Juli 1850 in Dresden gegründeten Deutsch-Österreichischen Telegraphenverein gegebenen Beispiel folgten bald die romanischen Staaten, von denen 1852 Frankreich, Belgien, die Schweiz und Sardinien einen besonderen Verein bildeten, und nachdem die beiden Vereinsgruppen durch Konferenzen zu Brüssel und Friedrichshafen 1858 eine gegenseitige Annäherung erstrebt hatten, traten sie 1865 in Paris zum Ersten internationalen Telegrafenkongress zusammen.
Hier wurde am 17. Mai 1865 die Convention télégraphique als gemeinsamer Vertrag der zwanzig Teilnehmer verabschiedet. Darunter befanden sich Staaten wie das Kaisertum Österreich, das Königreich Belgien, das Königreich Dänemark, das Königreich Spanien, das Französische Kaiserreich, das Königreich Griechenland, das Königreich Italien, das Königreich der Niederlande, das Königreich Portugal, das Russische Kaiserreich, die Vereinigten Königreiche Schweden und Norwegen, der Schweizer Bundesstaat, das Osmanische Reich sowie sieben deutsche Staaten vom Großherzogtum Baden bis zum Königreich Württemberg.
Durch den gemeinsam abgeschlossenen Vertrag erhielt der internationale Telegrafenverkehr für ganz Europa eine einheitliche Regelung. Unter anderem wurde als Einheit des Tarifs das Telegramm von zwanzig Worten (Zwanzigworttarif) festgelegt. Die Gebühren von einem Land zu dem anderen wurden im Allgemeinen gleich gestaltet, und nur bei Ländern mit ausgedehntem Flächenraum wurden mehrere Tarifzonen gebildet.

### Zweiter internationaler Telegrafenkongress
Der Zweite internationale Telegrafenkongress zu Wien 1868 vereinigte die asiatischen Verwaltungen mit der europäischen Vereinsgruppe. Er schuf das internationale Bureau in Bern als Zentralorgan (siehe auch: Weltpostdenkmal), welches die auf die internationale Telegrafie bezüglichen Nachrichten zu sammeln, die Arbeit der periodischen Konferenzen vorzubereiten hat und durch Herausgabe des Journal télégraphique auch die Wissenschaft förderte.

### Dritter internationaler Telegrafenkongress
Auf dem Dritten internationalen Telegrafenkongress zu Rom 1872 kam man überein, die großen Privatkabelgesellschaften zu den Kongressen zuzulassen, ohne ihnen jedoch Stimmrecht einzuräumen.

### Vierter internationaler Telegrafenkongress
Der Vierte internationale Telegrafenkongress 1875 zu Sankt Petersburg teilte das internationale Vertragsinstrument in zwei Urkunden, von welchen die erstere, welche sich mit unveränderlichen Rechtsverhältnissen der Verwaltungen untereinander und dem Publikum gegenüber befasst, von den diplomatischen Vertretern der Staatsregierungen unterzeichnet wurde, während der Abschluss der zweiten, welche die reglementären Bestimmungen betraf, nur von den technischen Delegierten erfolgte.
Die folgenden Kongresse haben sich nur mit Abänderung der Ausführungsbestimmungen (Reglement) zu diesem Vertrag befasst.

### Fünfter internationaler Telegrafenkongress
Auf dem Fünften internationalen Telegrafenkongress, London 1879, vereinbarte man das in Deutschland von Stephan ins Leben gerufene Worttarifsystem.

### Sechster internationaler Telegrafenkongress
Auf dem Sechsten internationalen Telegrafenkongress, Berlin 1885, wurde von Stephan der Antrag auf Schaffung eines Einheitstarifs, wenigstens für den europäischen Verkehr, eingebracht. Dieser Antrag fand zwar nicht allgemeine Annahme, doch beschloss der Kongress weitere Vereinfachungen des Tarifs, um die spätere Einführung eines Einheitstarifs vorzubereiten.
Nach den Bestimmungen des Berliner Vertrags bildet sich der internationale Tarif aus einer Gebühr für das Wort, welche der Staat des Aufgabegebiets und der Staat des Bestimmungsgebiets (Terminaltaxen) und die etwa zwischen dem Aufgabe- und Bestimmungsgebiet liegenden Staaten (Transittaxen) jeder für sich erhebt. Die Terminaltaxen und die Transittaxen sind für jeden Staat einheitlich festgestellt. Die Terminaltaxe wurde einheitlich auf 10 Cent, die Transittaxe auf 8 Cent, für jedes Wort mit der Ermäßigung auf 6 und 4 Cent für kleinere Staaten festgesetzt.

## Mitgliedsstaaten im Internationalen Telegrafenverein
Dem Internationalen Telegrafenverein gehörten Ende des 19. Jahrhunderts folgende Mitgliedsstaaten an: Australien (Neuseeland, New South Wales, South Australia, Tasmanien, Victoria), Belgien, Bosnien-Herzegowina, Brasilien, Britisch-Indien, Bulgarien, Kap der Guten Hoffnung, Dänemark, Deutschland, Ägypten, Frankreich (zugleich für Algerien, Tunis, Kotschinchina und Senegal), Griechenland, Großbritannien nebst Gibraltar und Malta, Italien, Japan, Luxemburg, Montenegro, Kolonie Natal, Niederlande (zugleich für Niederländisch-Indien), Norwegen, Österreich-Ungarn, Persien, Portugal, Rumänien, Russland, Schweden, Schweiz, Serbien, Siam, Spanien und Türkei, außerdem alle größeren Kabelgesellschaften.